# كهف بستون

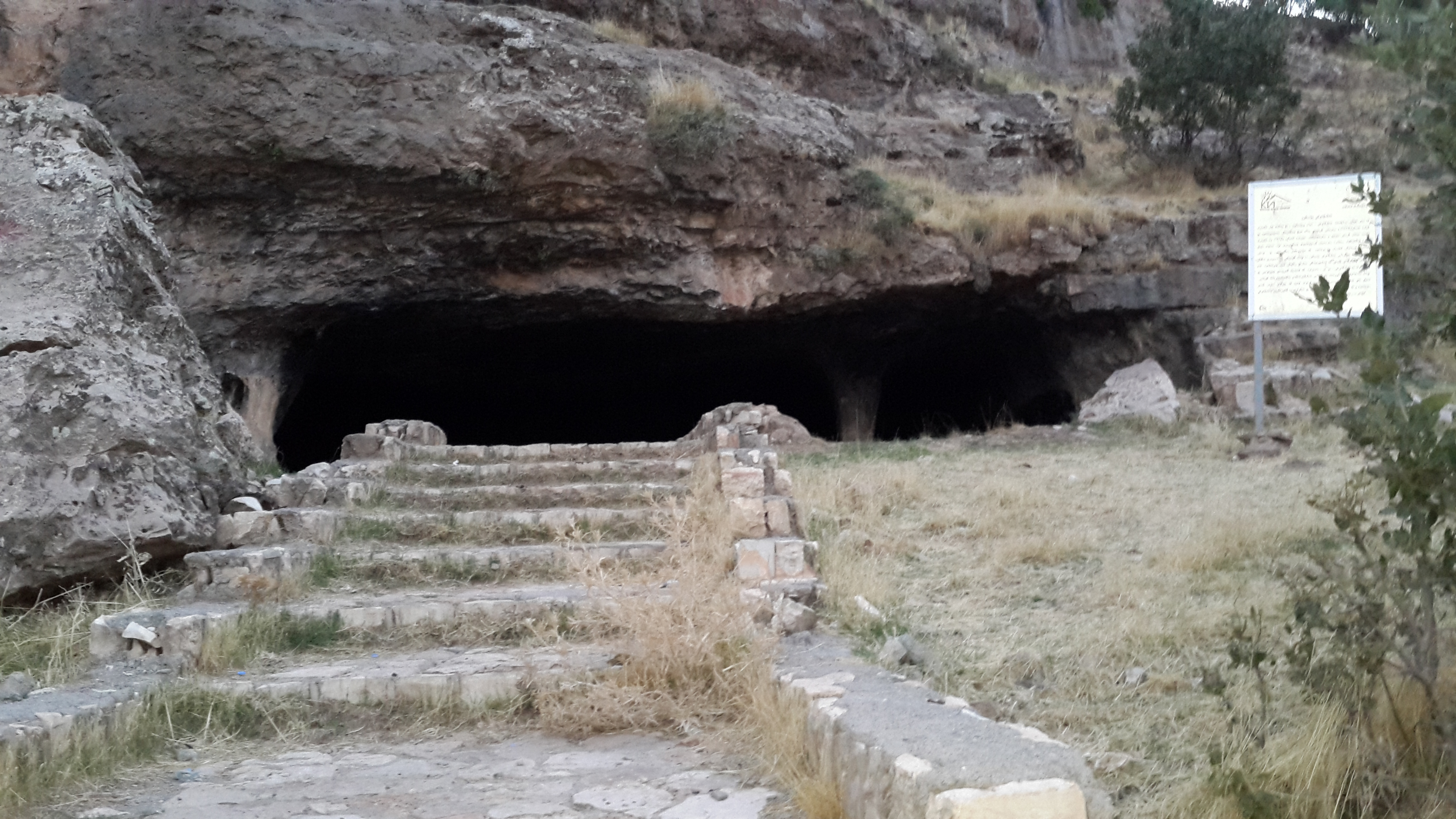
مدخل الكهف

كهف بستون (بالكردية: ئەشکەوتی بێستوون)‏ هو كهف يقع على جبل برادوست في محافظة أربيل ويبعد 97 كلم شمال غرب مدينة أربيل، يعود تاريخ الكهف إلى العصر الحجري القديم وعهد إنسان النياندرتال.